# Little Marlow
Koordinaten: 51° 35′ N, 0° 44′ W

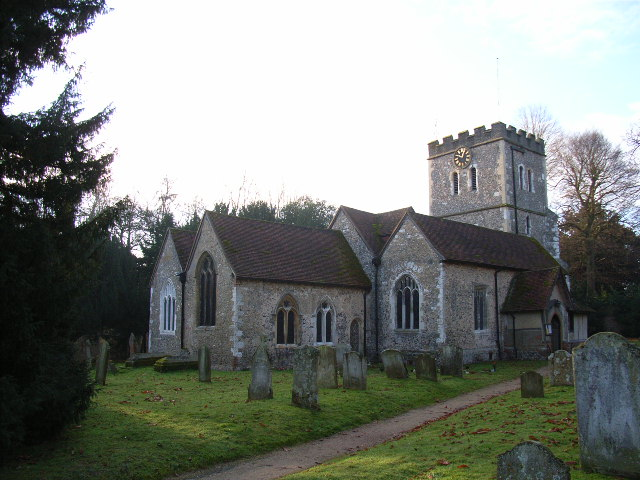
Kirche St John the Baptist

Little Marlow ist ein Dorf in Buckinghamshire in England. Es liegt am Fluss Themse, etwa eine Meile nordöstlich von Marlow und etwa 50 km westlich von London. Little Marlow hat 130 Einwohner (2001).

## Geschichte
Die erste urkundliche Erwähnung (als Merelafan) entstammt dem Jahr 1015. Der Name ist angelsächsischer Herkunft und bezeichnet in seiner ursprünglichen Bedeutung ein Stück Land, das durch die Trockenlegung eines Gewässers entstanden ist.
Little Marlow war in seiner Frühzeit vom örtlichen Kloster geprägt, dessen verbliebene Bauten sich noch heute an verschiedenen Stellen des Ortes befinden.

## Sehenswürdigkeiten
Zu den Sehenswürdigkeiten der Ortschaft gehört die Kirche St John the Baptist aus dem 14. Jahrhundert, die im Vorspann (01:28) des Spielfilms Der Wachsblumenstrauß zu sehen ist. Eine andere Sehenswürdigkeit ist die Ruine der Benediktinerabtei aus dem 13. Jahrhundert. Die Abtei wurde im Jahr 1547 aufgehoben und um das Jahr 1740 zerstört.
Als sehenswert gilt ebenfalls die Marlow Suspension Bridge, eine Hängebrücke aus den Jahren 1829–1832. Sie hat eine Spannweite von 235 Fuß (ca. 71,6 m). Auf dem Friedhof von Little Marlow liegt der Schriftsteller Edgar Wallace begraben.

## Verkehr
Der Ort verfügt über einen Bahnhof und über Buslinien nach Henley-on-Thames, High Wycombe (Linie 400) und Reading. Die Autobahn M40 ist ca. 8 km von Little Marlow entfernt.

## Städtepartnerschaft
Die Partnerstadt Little Marlows ist das französische Marly-le-Roi.

## Söhne und Töchter der Stadt
- John Barber (1929–2015), Autorennfahrer